# Yves Battistini
Pour les articles homonymes, voir Battistini.
Yves Battistini, né le 18 septembre 1922 à Hasselt en Belgique, mort à Sartène en Corse le 2 décembre 2009, est un helléniste français.

## Biographie
Yves Battistini suit des études de lettres classiques à Nice puis à Paris. Réfractaire au STO, il vit dans la clandestinité du 1er juillet 1943 au 20 août 1944.
Sa rencontre avec René Char, en octobre 1945 à Paris, marque « le début en amitié d’une longue conversation souveraine » avec la philosophie grecque et la poésie. Son chemin croise ceux d’André Breton, Paul Éluard, Albert Camus, Clovis Trouille, Francis Bott, Max Ernst, Victor Brauner, Christian Dotremont, Noël Arnaud, Maurice Blanchard, Serge Venturini… Il participe au mouvement des groupes Le Surréalisme Révolutionnaire et La Révolution la Nuit (1946 – 1948), publiant notamment des tracts, manifestes, affiches, textes et expositions. Il a consacré sa vie à traduire des auteurs grecs anciens.
Professeur agrégé (par promotion interne) de lettres classiques au lycée Georges Clemenceau de Sartène de 1949 à 1979, il devient inspecteur pédagogique régional, toujours en Corse, de 1979 à 1984.

### Revues
- Catalogue de l'exposition Surréalisme, Bruxelles, 1946.
- Revue : L'Éternelle Revue (Paul Éluard, Louis Parrot) no 5 et 6, Paris, 1945.
- Revue : Les Deux Sœurs (Christian Dotremont), Bruxelles, 1946 – 1947.
- Revue : La Révolution la Nuit, Paris, 1945 – 1946.
- Revue : Les Quatre Vents (Henri Parisot), no 7 (Le Langage surréaliste) et 9, Paris, 1946 – 1947.
- Revue : Les miroirs profonds, Pierre à feu (Jacques Kober), Paris, décembre 1947.
- Revue : Rixes, Paris, 1950.
- Revue : Blok, Brno, 1947.
- Revue : Botteghe Oscure, XXII, Rome, 1958.

### Approches et études dans des numéros spéciaux consacrés à René Char
- Courrier du Centre International d'Études poétiques, no 8, Bruxelles, 1956.
- L'Arc, René Char, no 22, Aix-en-Provence, 1963.
- Liberté, Hommage à René Char, no 58, Montréal, 1968.
- L'Herne, René Char, Paris, 1970.
- C.R.I.N., 22, Université de Groningue, Lectures de René Char, 1990.
- René Char, Faire du chemin avec, Avignon, Palais des papes, 1990, repris par Gallimard, 1992.
- René Char, Dans l'atelier du poète, Quarto, Gallimard, édition établie par Marie-Claude Char, Paris, 1996.

### Livres publiés
- À la droite de l'oiseau, page de garde par René Char, Fontaine, « L'Âge d'or », Paris, 1947.
- Apulée, Le Fantôme de plein midi, traduit du latin, Fontaine, « L'Âge d'or », Paris, 1947.
- Héraclite d'Éphèse, avant-propos de René Char, eau-forte de Georges Braque pour les 15 exemplaires numérotés sur papier Rives B. F. K., traduit du grec ancien avec introduction et notes, Cahiers d'art, Paris, 1948.
- L'Eau chimérique, P.A.B., Alès, 1959.
- Trois contemporains, Héraclite, Parménide, Empédocle, N.R.F., « Les Essais », LXXVIII, 1955, repris dans la collection « Idées », no 158, sous le titre : Trois présocratiques, 1968.
- Trois présocratiques, précédé de Héraclite d'Éphèse par René Char, traduction revue et corrigée, N.R.F., « Tel », no 136, 1988.
- En collaboration avec Olivier Battistini, maître de conférences en histoire grecque à l'Université de Corse, Les Présocratiques, Nathan, « Les Intégrales de Philo », no 20, Paris, 1990.
- Sapphô, tome I, Le Cycle des Amies, éd. bilingue (texte grec et trad.) chez Michel Chandeigne, Paris, 1991.
- Lyra Erotica, Imprimerie nationale, « La Salamandre », 1992.
- La Séduction, NiL éditions, « Le Cabinet de curiosités », 1994.
- Sapphô (trad. Yves Battistini (texte grec et traduction), ill. Pierre Buraglio), Sapphô, tome II, La Cité et les Dieux, édition bilingue, Paris, Michel Chandeigne, 1994.
- Sapphô, la dixième des Muses, Hachette, « Coup double », 1995.
- Empédocle, légende et œuvre, Imprimerie nationale, « La Salamandre », Paris, 1996.
- Poétesses grecques, Sapphô, Corinne, Anytè, Imprimerie nationale, « La Salamandre », Paris, 1998.
- (grc + fr) Sapphô : Odes et fragments  (trad. du grec ancien par Yves Battistini, préf. Yves Battistini), Éditions Gallimard, coll. « Poésie », 2005, 208 p. (ISBN 978-2-07-030027-3).
- Héraclite (trad. Yves Battistini, ill. Pierre Buraglio), Quelques fragments d'Héraclite, 120 exemplaires, Paris, Michel Chandeigne, avril 1988.
- Hellénomania de Jean Cortot, partagée par Michel Déon et Yves Battistini, Rumeur des Âges.